# 거래량
거래량(去來量, 영어: volume)은 주식 등이 1일 또는 1주일이나 1개월 사이에 성립한 매매의 수로, 주식의 경우에는 주식의 수, 선물의 경우에는 매수로 표시된다.

## 개요
통상, 거래량이 많은 대상은 매매가 활발하게 이루어지는 것으로 간주된다.
거래량이 적은 주식은 증권거래소 규정에 따라 상장폐지될 수 있다.

## 주가와의 관계
주가는 거래량과 밀접한 관계가 있다.
오랫동안 거래량이 적었던 종목들의 거래량이 증가하는 경우에는 대개 주가가 급등하는 경우가 많다. 이후 거래량이 감소하는 경우에는 대개 주가가 급락하는 경우가 많다.
거래량을 보는 지표로는 누적분산지수, 거래량 가격 추세 등이 있다.

## 같이 보기
- 주식시장